# 8D
Eight Disciplines Problem Solving, 8D-Report, nebo prostě 8D, je metoda používaná ke zlepšení kvality ve výrobě a k řešení různých problémů, obvykle zaváděná inženýry kvality nebo dalšími profesionály.
Jeho smyslem je identifikovat, napravit a eliminovat opakování problému a je užitečný při zlepšování kvality výrobku a výroby. Zavádí trvalé opravné nastavení založené na statistické analýze problému a zaměřuje se na původ problému určením jeho kořene.

## Historie
Ford Motor Company vyvinulo jednu metodu, zatímco armáda během druhé světové války vyvinula a vyčíslila svůj vlastní proces. Obě z těchto metod se v různých obměnách objevují v 8D.

### 8D z pohledu automobilky Ford
Vedení Powertrain Organization (výroba spojek, podvozků, motorů) si vyžádalo metodologii, u které by týmy (z oborů designového strojírenství, montáže, technických oborů a výroby) mohly pracovat na stále znovu se opakujících problémech. V roce 1986 bylo uloženo zadání vyvinout manuál a následné školení (průběh), jež by umožňovalo dosáhnout nového přístupu k řešení obtížných problémů při montáži a navrhování. Manuál pro tuto metodologii byl zdokumentován a definován v Team Oriented Problem Solving (TOPS), a poprvé byl publikován v roce 1987. Manuál a následný školící materiál byly navrženy přímo pro světové ústředí v Dearbornu, v Michiganu. Bylo provedeno množství změn a přezkoumání založených na zpětné vazbě z těchto pilotních studií. Takový byl vždy přístup Fordu k řešení problémů. Nikdy nebyl postaven na jakémkoli vojenském standardu nebo jiné existující metodice řešení problémů. Ford současnou verzi metody označuje také jako G8D (Global 8D).

### Vojenské využití
Vláda USA poprvé standardizovala proces během druhé světové války jako vojenský standard 1520, Corrective Action and Disposition System for Nonconforming Material - Systém pro řešení nápravných opatření a nakládání s neshodným materiálem. 